# Hippodamia arctica
Arktisk plattpiga (Hippodamia arctica) är en skalbaggsart som först beskrevs av Schneider 1792.  Hippodamia arctica ingår i släktet Hippodamia och familjen nyckelpigor. Arten är reproducerande i Sverige. Inga underarter finns listade i Catalogue of Life.